# بياست (سلالة)

الشعار

كانت سلالة بياست أول سلالة حاكمة تاريخية في بولندا. كان أول ملك بولندي موثق هو الدوق ميسكو الأول (930-992). انتهى حكم بياست الملكي في بولندا عام 1370 بوفاة الملك كازيمير الثالث الأكبر.